# Рижский вестник
Рижский вестник — ежедневная торговая, политическая и литературная газета, издававшаяся в Риге с 1 января 1869-го по 1917 год, на русском языке.
Издатель и редактор — Евграф Васильевич Чешихин — писатель, историк Прибалтийского края.
Публиковались официальные документы органов власти, материалы русской жизни Риги и всего края, исторические материалы по истории края. После смерти Чешихина в 1888 году редактором был Л. М. Витвицкий. Издание газеты прекратилось в 1917 году.
С 23 [?] нояб. 1915 по 31 мая [?] 1916 в дни невыхода и в 1917 году параллельно с газетой издавался «Экстренный выпуск газеты „Рижский вестник“»
Места издания:
- 1869, № 1 (1 янв.) — 1915, № 162 (17 июля) Рига ;
- 1915, № 166 (22 июля) — 1917, № 266 (23 нояб.) Юрьев, Лифляндская губерния

Издателями газеты были Енохович и Осипов, а с 1881 года — И. А. Шутов.